# Abatia americana
Abatia americana é uma espécie de Abatia.

## Sinôimos
- Abatia brasiliensis Baill.
- Abatia tomentosa Mart. ex Eichler
- Raleighia americana Gardner